# Mühlkreis Autobahn
La A7 Mühlkreis Autobahn è un'autostrada austriaca che si origina da sud dall'autostrada A1 proveniente da Vienna e che collega la città di Linz con Freistadt, terminando a pochi chilometri dal confine con la Repubblica Ceca. Prosegue con l'itinerario E55 per České Budějovice e Praga.